# Pär-Olof Ohlsson
Pour les articles homonymes, voir Ohlsson.
Pär-Olof Ohlsson  (né le 8 janvier 1954) est un ancien footballeur suédois. Il évolue au poste d'attaquant.

## Carrière
Pär-Olof Ohlsson débute en "Première" à l'âge de 16 ans avec Varberg BoIS, le club où il a fait des classes de jeunes.
En 1972, il est transféré à Örgryte IS dans le championnat Allsvenskan (D1 suédoise). Auteur de 6 buts dès sa première saison, il en plante 12 l'année suivante et se classe parmi les meilleurs buteurs, aux côtés de Sören Börjesson, Peter Dahlqvist ou encore Örjan Persson.
Ses bonnes performances n'empêchent pas la relégation d'Örgryte. Ohlsson passe alors à l'IFK Norrköping pour lequel il signe 12 buts lors de sa première année. Durant les saisons qui suivent, il compose une ligne d'attaque redoutable avec Leif Andersson et Kent Lundqvist. Norköpping s'installe durablement au milieu du classement. En 1977, le club intègre même le "Top 3". Cela vaut à Ohlsson sa première cape internationale avec la Suède en octobre contre le Danermark. Malheureusement pour lui, en dépit des 13 goals totalisés la saison suivante, il n'est pas repris par Georg Ericson dans la sélection qui participe au Mundial argentin de 1978.

### Aventure belge
Après l'été 1978, malgré onze succès en quatorze rencontres, P-O. Ohlsson choisit de s'expatrier et rejoint le club belge de Waterschei. Sous la conduite de coach néerlandais Cor Brom, il compose une offensive efficace avec l'Allemand Heinz Gründel. L'attaquant suédois aide le club issu du milieu ouvrier à remporter son premier trophée: la Coupe de Belgique 1980. Ohlsson évolue deux saisons en Belgique.

### Retour en Suède
En vue de la saison 1981-1982, Ohlsson rentre en Suède. Jusqu'en 1985, il est chargé d'alimenter le marquoir pour Helsingborgs IF, à l'époque au 2e niveau du football suédois. Il termine sa carrière dans le petit cercle de Ängelholms FF.

## Carrière internationale
P-O. Ohlsson porte six fois le maillot de l'équipe nationale de Suède.

## Après carrière
Pär-Olof Ohlsson est actif à Ängelholms FF. Au début de l'année 2008, il se voit confier le poste de directeur sportif.

## Palmarès et faits marquants
- Vainqueur de la Coupe de Belgique: 1980 (avec le Waterschei THOR).

## Sources
- Historique du club de Varbergs
- Article du site svenskafans du 22/08/2008
- fiche du joueur du le site archives.is